# Centropyge hotumatua
Centropyge hotumatua är en fiskart som beskrevs av Randall och Caldwell, 1973. Centropyge hotumatua ingår i släktet Centropyge och familjen Pomacanthidae. IUCN kategoriserar arten globalt som livskraftig. Inga underarter finns listade i Catalogue of Life.